# دون وليامز (مهندس)
دون وليامز (بالإنجليزية: Don Williams) هو مهندس أمريكي، ولد في 14 مايو 1947 في ماديسون في الولايات المتحدة، وتوفي في 21 مايو 1989 في بيري في الولايات المتحدة.